# Louis-Gabriel Nouchi
Pour les articles homonymes, voir Nouchi.
Louis-Gabriel Nouchi est un styliste français né le 11 janvier 1988 à Paris.

## Biographie
Après des études en médecine et en droit à Paris, Louis-Gabriel Nouchi étudie la mode à l'ENSAV La Cambre en Belgique. Diplômé en 2014, Il commence sa carrière à Vogue Paris, puis chez Raf Simons.
Il fut lauréat de la dotation Galeries Lafayette lors du Festival international de mode et de photographie d'Hyères en 2014. Sa vision contemporaine sur la coupe et son point de vue sur les silhouettes lui ont valu en plus lors du festival le Prix Camper et le Prix Palais de Tokyo.
Louis‑Gabriel Nouchi signe pour les Galeries Lafayette une collection capsule sortie en 2015.
Après Jacquemus, Carven ou Wanda Nylon, il imagine en 2016 avec La Redoute une collection capsule aux lignes minimalistes et radicales, surfant sur la confusion des genres. L'année suivante, il réalise également une collection pour le gantier français Agnelle,.
Après plusieurs années dans différentes entreprises de mode masculine française et italienne, Louis-Gabriel Nouchi fonde en 2017, avec le soutien de Pauline Duval et du Groupe Duval, la marque « LGN Louis-Gabriel Nouchi ».
Il conçoit sa marque comme une « bibliothèque » où chacune de ses collections est un hommage à un livre, un écrivain, qui a forgé son regard sur le monde.
Il présente sa collection capsule Préface en janvier 2018. Lors de la Fashion Week de Paris en juin 2019, LGN réalise son premier défilé avec une collection inspirée de l'auteur japonais Yukio Mishima et son livre Le Pavillon d'or. Par la suite, Il s'inspirera d'autres auteurs comme Norman Mailer, Curzio Malaparte...
En 2019, il est soutenu par l'Institut français de la mode en entrant dans le programme IFM Label et par la Maison Mode Méditerranée avec Open My Med Prize.